# Strongylopus hymenopus
Strongylopus hymenopus é uma espécie de anfíbio da família Pyxicephalidae.
Pode ser encontrada nos seguintes países: Lesoto e África do Sul.
Os seus habitats naturais são: campos de gramíneas de clima temperado, rios, pântanos, marismas de água doce e marismas intermitentes de água doce.